# Helena Kurnatowska

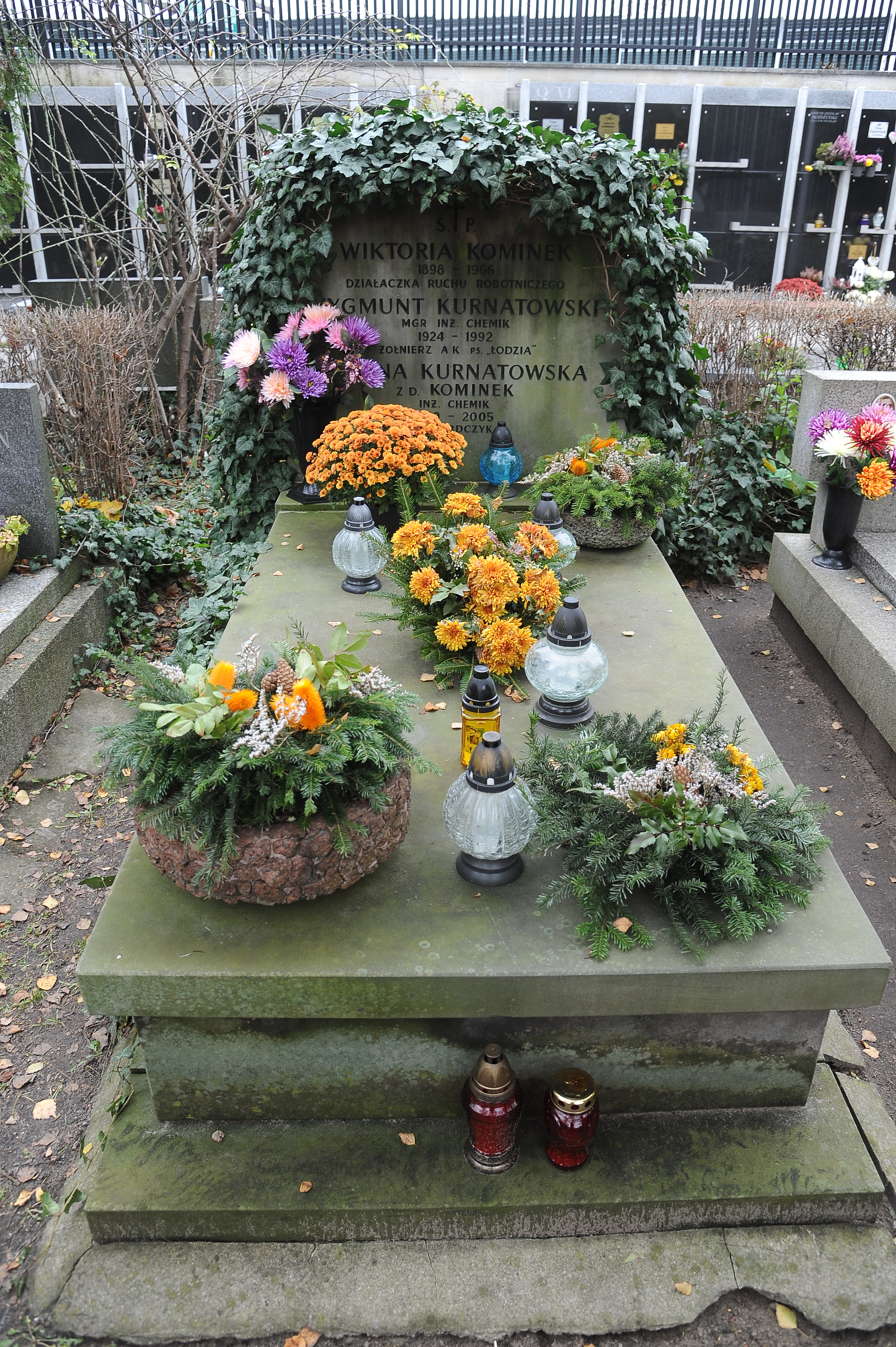
Grób Heleny Kurnatowskiej na Cmentarzu Wojskowym na Powązkach w Warszawie

Helena Floriana Kurnatowska z domu Kominek (ur. 17 lutego 1929 w Lille, zm. 14 kwietnia 2005) – polska polityk, posłanka na Sejm PRL VII i VIII kadencji.

## Życiorys
Uzyskała tytuł naukowy inżyniera chemika (ukończyła studia na Wydziale Chemii Technicznej Politechniki Wrocławskiej). Była zastępcą dyrektora w Biurze Projektów Przemysłu Tworzyw i Farb „PROERG” w Gliwicach.
Od 1947 należała do Polskiej Partii Robotniczej, a następnie do Polskiej Zjednoczonej Partii Robotniczej. Od 1976 była radną Wojewódzkiej Rady Narodowej w Katowicach. W 1978 objęła mandat posłanki na Sejm PRL VII kadencji w okręgu Gliwice, w zastępstwie zmarłego Sylwestra Kaliskiego. W 1980 uzyskała reelekcję. Zasiadała w Komisji Górnictwa, Energetyki i Chemii, Komisji Pracy i Spraw Socjalnych oraz w Komisji Przemysłu. Mandat pełniła do końca kadencji w 1985. Pochowana na cmentarzu Powązki Wojskowe w Warszawie (kwatera B2-4-11).

## Odznaczenia
- Krzyż Kawalerski Orderu Odrodzenia Polski
- Srebrny Krzyż Zasługi
- Złoty Krzyż Zasługi
- Brązowy Medal „Za zasługi dla obronności kraju”